# دانييل كولار

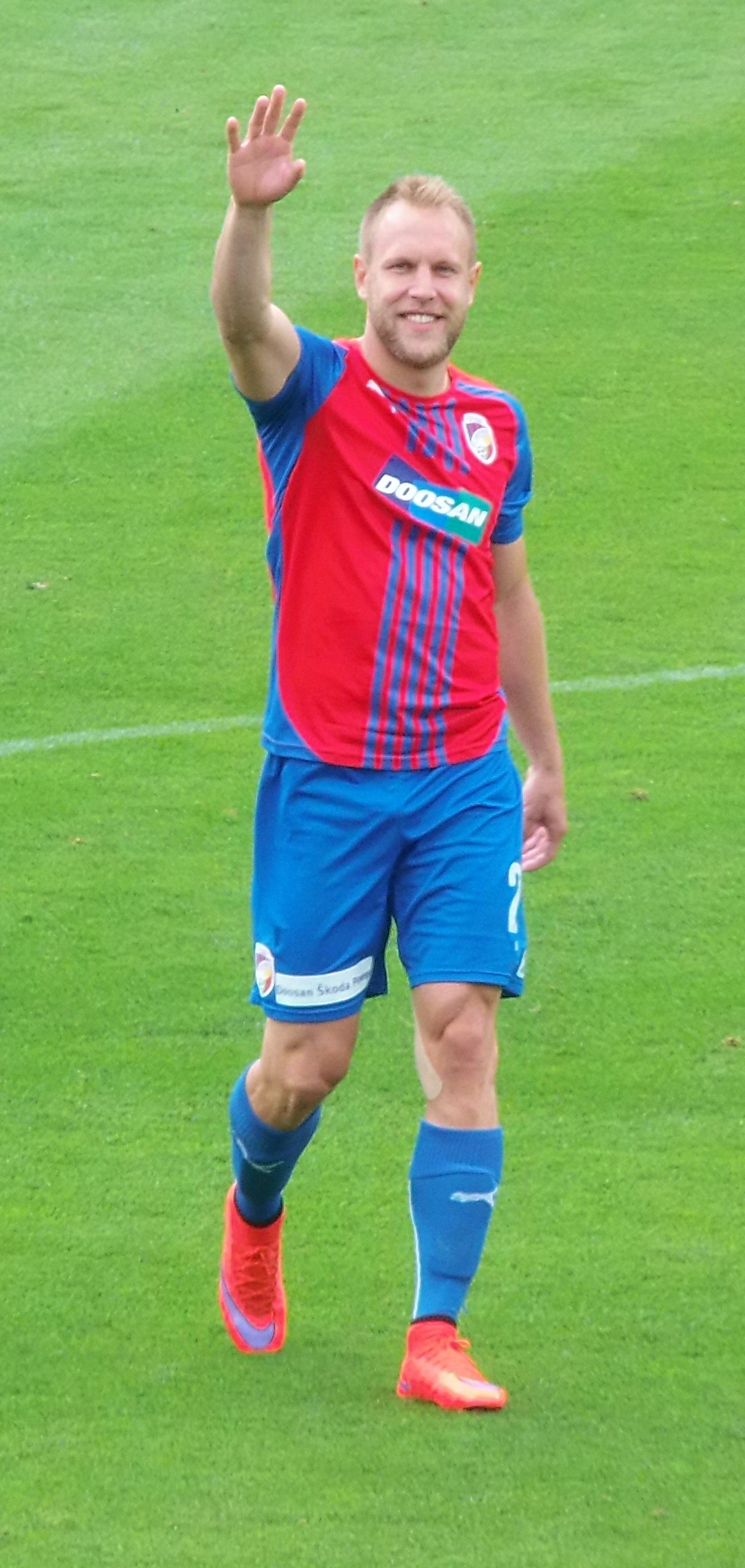

دانييل كولار (بالتشيكية: Daniel Kolář)‏ (مواليد 27 أكتوبر 1985 في براغ، تشيكوسلوفاكيا) لاعب كرة قدم تشيكي يجيد اللعب في خط الوسط ويلعب حاليا في نادي فيكتوريا بلزن التشيكي منذ 2008.

## روابط خارجية
- دانييل كولار على موقع الاتحاد الأوربي (الإنجليزية)
- دانييل كولار على موقع الاتحاد التشيكي (الإنجليزية)
- دانييل كولار على موقع اتحاد تركيا (لاعب) (الإنجليزية)
- دانييل كولار على موقع قاعدة بيانات كرة القدم.إي يو (الإنجليزية)
- دانييل كولار على موقع ناشيونال فوتبول تيمز (الإنجليزية)
- دانييل كولار على موقع Soccerway.com (الإنجليزية)
- دانييل كولار على موقع عالم كرة القدم.نت (الإنجليزية)
- دانييل كولار على موقع AS.com (الإسبانية)